# Solomon Carter Fuller
Solomon Carter Fuller, né le 11 août 1872  à Monrovia, au Liberia et mort le 16 janvier 1953 à Framingham dans le Massachusetts, est un neurologue, psychiatre, pathologiste et professeur libérien pionnier. Il termine ses études universitaires et son diplôme de médecine aux États-Unis. Il étudie la psychiatrie à Munich, en Allemagne, puis retourne aux États-Unis, où il travaille pendant une grande partie de sa carrière à l'hôpital d'État de Westborough (en) à Westborough, dans le Massachusetts.
En 1919, Fuller devient membre du corps professoral de la faculté de médecine de l'université de Boston (en) où il enseigne la pathologie. Il apporte des contributions significatives à l’étude de la maladie d'Alzheimer au cours de sa carrière. Il a également un cabinet privé en tant que médecin neurologue et psychiatre.  

## Jeunesse et éducation
Solomon Fuller nait à Monrovia, au Libéria, de parents américano-libériens d'origine afro-américaine. Son père, Salomon, est devenu planteur de café au Liberia et fonctionnaire dans son gouvernement. Sa mère, Anna Ursala (également appelée Ursilla ou Ursula) James, est la fille de médecins et de missionnaires médicaux. Ses grands-parents paternels, John Lewis Fuller et sa femme, sont esclaves en Virginie. John Fuller acheta sa liberté et celle de sa femme esclave et ils déménagent dans la ville de Norfolk, en Virginie. Le couple émigre de là au Liberia en 1852, dans une colonie établie en Afrique de l'Ouest par l'American Colonization Society au début du siècle. Ils contribuent à établir la nation développée par les Afro-Américains et libèrent les esclaves africains. 
Sa mère créé une école pour enseigner à Salomon et à d’autres enfants de la région. Solomon Fuller étudie également à l'école préparatoire du Collège de Monrovia. 
Il s’intéresse vivement à la médecine étant donné que ses grands-parents maternels étaient des missionnaires médicaux au Liberia. il s'installe aux États-Unis pour étudier au Collège Livingstone (en) à Salisbury, en Caroline du Nord, et obtient son diplôme en 1893. Plus tard, il fréquente la faculté de médecine du Long Island College (en). 
Il obtient son diplôme de médecine en 1897 à la faculté de médecine de l'université de Boston. C'est une institution homéopathique ouverte aux étudiants de toutes races et de tous sexes. Il poursuit ses recherches à l'hôpital psychiatrique royal de l'université de Munich, en Allemagne, sous la direction d'Emil Kraepelin et d'Alois Alzheimer. 

## Carrière
Solomon Fuller passe la majeure partie de sa carrière à exercer en tant que neuropathologiste au Westborough State Hospital à Westborough, dans le Massachusetts. C'est là qu'il effectue un stage de deux ans en neuropathologie avant d'être sélectionné par Alois Alzheimer pour mener de nouvelles recherches à l'hôpital psychiatrique royal de l'université de Munich, dirigées par Emil Kraepelin. Là-bas, il effectue des recherches révolutionnaires sur les changements physiques qui se produisent dans le cerveau des patients atteints de la maladie d'Alzheimer. Environ un an plus tard, il retourne à l’hôpital d’État de Westborough avec ses nouvelles connaissances. Il développe et édite les Westborough State Hospital Papers, une revue qui a commencé à publier les résultats de recherches locales.
Il travaille avec Alois Alzheimer,  le psychiatre à qui l'on attribue la publication du premier cas de démence présénile (en). Lorsqu'il travaille comme pathologiste clinique, Solomon Fuller note que les plaques amyloïdes et les enchevêtrements neurofibrillaires peuvent être des biomarqueurs importants pour l'étude de la maladie d'Alzheimer, indépendamment de l'artériosclérose, la cause alors supposée de la maladie.
Solomon Fuller travaille avec des patients souffrant d’alcoolisme chronique, notant la neuropathologie de la maladie. En 1909, il est l'un des orateurs de la conférence de l'Université Clark organisée par G. Stanley Hall, à laquelle participent des scientifiques et des intellectuels de renom tels que l'anthropologue Franz Boas, les psychiatres Sigmund Freud et Carl Jung, le philosophe William James et les lauréats du prix Nobel Ernest Rutherford et Albert A. Michelson. Ses publications phares, une revue en deux parties sur la maladie d'Alzheimer, sont publiées en 1912 et constituent la première traduction anglaise du premier cas d'Alzheimer. Nombre de ses contributions à la littérature scientifique sont oubliées pendant des décennies, mais ses découvertes continuent de guider la recherche aujourd'hui. Un chercheur du XXIe siècle écrit que les découvertes de Solomon Fuller ont conduit à une telle « contribution majeure au corpus des connaissances cliniques concernant la maladie d'Alzheimer » que la maladie neurodégénérative aurait été nommée en son honneur si Kraepelin n'avait pas insisté pour qu'elle soit nommée en l'honneur d'Alzheimer, l'étudiant de Kraepelin.
En 1919, Solomon Fuller quitte l'hôpital d'État de Westborough pour rejoindre la faculté de médecine de l'université de Boston. Il est professeur associé jusqu'en 1933, date à laquelle il quitte le monde universitaire après avoir reconnu les disparités raciales dans les processus de salaire et de promotion de son époque. Cependant, après sa retraite du monde universitaire, il reçoit le titre de professeur émérite de neurologie à l'Université de Boston. Il continue à exercer en pratique privée en tant que médecin, neurologue et psychiatre pendant de nombreuses années.
Lorsque l'Administration des anciens combattants ouvre le Centre médical de l'Administration des anciens combattants de Tuskegee (en) après la Première Guerre mondiale avec un personnel entièrement noir, il joue un rôle déterminant dans le recrutement et la formation de psychiatres noirs pour des postes clés.

## Vie personnelle
Pendant la majeure partie de sa vie, Solomon Fuller vit à Framingham, dans le Massachusetts, avec sa femme, la sculptrice Meta Vaux Warrick Fuller. Ils ont trois enfants. Après avoir perdu la vue en 1944, il ne peut continuer à exercer et meurt en 1953, à l'âge de 81 ans, des suites d'un diabète avancé et  d'une tumeur maligne gastro-intestinale (en).

## Héritage et honneurs
Le centre de santé mentale Dr. Solomon Carter Fuller, situé au 85 E Newton Street à Boston, porte son nom. Il fait partie du Centre Médical de Boston (en), la principale filiale d'enseignement de la faculté de médecine Chobanian & Avedisian de l'université de Boston (en).
Au début des années 1970, l’ American Psychiatric Association instaure une conférence pour le prix Solomon Carter Fuller lors de ses réunions annuelles.
L'école intermédiaire Fuller, qui porte son nom et celui de sa femme, une sculptrice renommée, est située à Framingham, dans le Massachusetts. L'histoire de l'école se lit comme suit : Le collège Fuller a été fondé en septembre 1994. Il porte le nom du Dr Solomon Fuller, psychiatre, et de son épouse Meta Fuller, sculptrice. Les Fuller, une famille afro-américaine pionnière, vivaient sur Warren Road, près de l'emplacement actuel du collège Fuller, au début du XXe siècle. Le Dr et Mme Fuller ont été des figures de proue de leur profession et de la communauté de Framingham tout au long de leur vie. Les rôles qu'ils ont joués au cours de leur vie servent de modèles aux élèves de l'école nommée en leur mémoire[réf. nécessaire].
Le Dr Solomon Fuller Way, sur le site de l'ancien hôpital d'État de Westborough, porte son nom.

## Œuvres de Solomon C. Fuller
- « Une étude des neurofibrilles dans la démence paralytique, la démence sénile, l'alcoolisme chronique, les lésions cérébrales et l'idiotie microcéphalique. », The American Journal of Psychiatry. Volume 63 Numéro 4, avril 1907, pp. 415–468-13.
- « Une étude des plaques miliaires trouvées dans le cerveau des personnes âgées », American Journal of Insanity 28(2) (1911).
- « Maladie d'Alzheimer (senium praecox) : rapport d'un cas et revue des cas publiés », Journal of Nervous & Mental Disease : juillet 1912 - Volume 39 - Numéro 7 - pp 440–455.
- avec Henry I. Klopp, « Autres observations sur la maladie d'Alzheimer », American Journal of Insanity 69 (1912) : 26, 27.
- « Constatations anatomiques de parésie générale et de sclérose en plaques dans le même cas. » Boston Soc. de neurologie et de psychiatrie. Cambre. Neurol. et psychiatrie 5 (1921) : 757-1921.

## Lectures complémentaires
- Carl C. Bell, « Solomon Carter Fuller : où la caravane s'est arrêtée », Journal of the American Medical Association 95:10 (2005)
- W. Montague Cobb. « Solomon Carter Fuller (1872-1953) », Journal de l'Association médicale nationale 46(5) (1954).
- G. James Fleming et Christian E. Burckel, éd., Qui est qui dans l'Amérique colorée (New York : Christian E. Burckel & Associates, 1950).
- Jerry M. Kantor, Sane Asylums pp. 164–166, (Rochester, Vermont : Healing Arts Press, 2022).
- Mary Kaplan, Solomon Carter Fuller : Là où ma caravane s'est reposée, University Press of America, 2005.
- Mary Kaplan et Alfred R. Henderson, « Solomon Carter Fuller, docteur en médecine (1872-1953) : pionnier américain de la recherche sur la maladie d’Alzheimer », Journal of the History of the Neurosciences 9:3 (2000)
- Rayford W. Logan et Michael R. Winston (dir.), Dictionary of American Negro Biography (New York : WW Norton and Co., 1982)
- Lucy Ozarin, MD, « Solomon Carter Fuller : premier psychiatre noir », Psychiatric News, 6 septembre 2002, volume 37, numéro 17, p. 19.
- John Potter, « Solomon Carter Fuller ». Médecins, infirmières et praticiens médicaux : un ouvrage de référence biobibliographique, p. 116-119, Lois N. Magner, éd. (Westport : Greenwood Press, 1998).